# Uvea (wyspa)
Uvea (czasami nazywana również Wallis) – wyspa na Oceanie Spokojnym należąca do francuskiego terytorium zależnego Wallis i Futuny wchodząca w skład Wysp Wallis. Powierzchnia wyspy to 82 km², a obwód około 50 km. Najwyższym szczytem jest Lulu Fakahega (151 m).

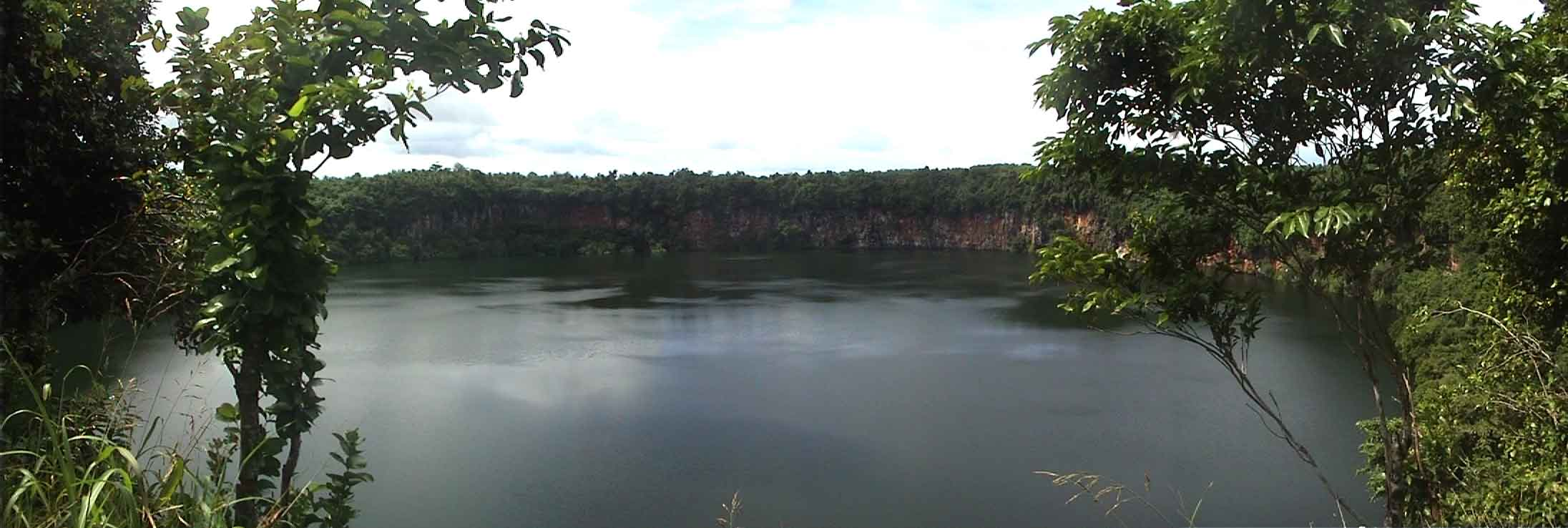
Jezioro Lalolalo

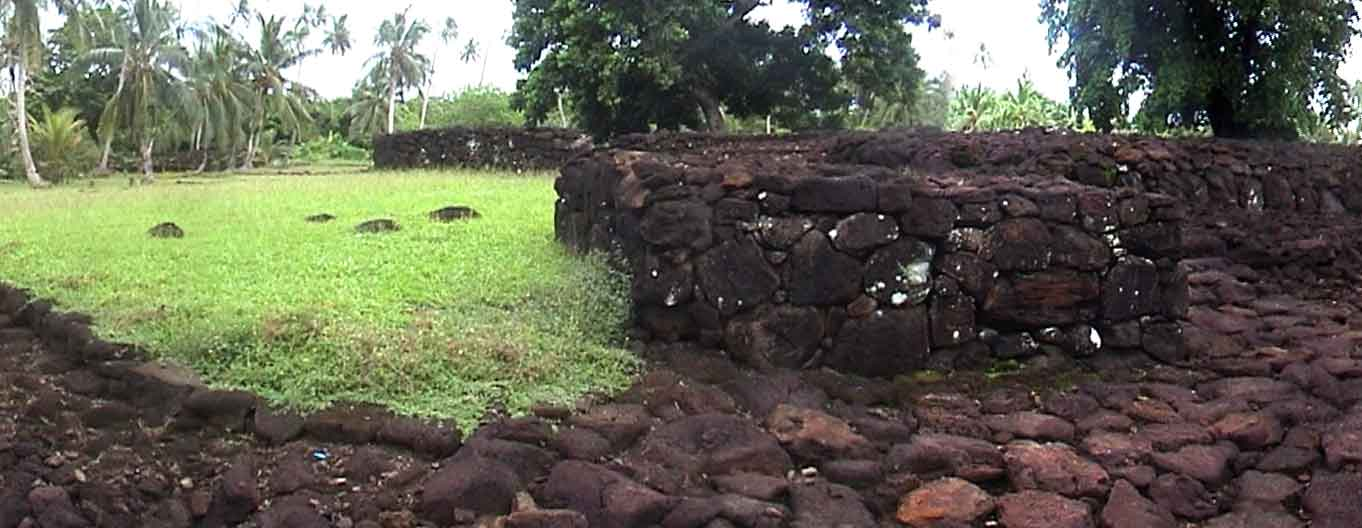
Ruiny fortyfikacji

Wyspa Uvea położona jest 240 km na północny wschód od wysp Futuna oraz Alofi. Razem z 15 innymi wyspami tworzy archipelag Wallis położony na ogromnej rafie koralowej. Uvea ma bardzo bogate w minerały gleby wulkaniczne, idealne pod uprawy.